# Ellingham (Hampshire)
Pour les articles homonymes, voir Ellingham.
Ellingham est un petit village près de Ringwood dans le Hampshire, en Angleterre, à l'ouest du parc national New Forest. Il se situe dans la paroisse civile d'Ellingham, Harbridge et Ibsley. Ellingham est surtout renommé pour l'histoire d'Alice Lisle, exécutée par le tristement célèbre juge Jeffreys en 1685, accusée d'avoir hébergé des fugitifs après la défaite de la rébellion de Monmouth.

## Géographie
Ellingham contient le hameau de  Rockford et Moyles Court, la grande maison qui est maintenant une école.
Le village et la campagne environnante constituent une attraction touristique importante en été. Une grande partie de la région autour d'Ellingham était autrefois constituée de terres agricoles et de forêts, mais depuis les années 1950, l'extraction de sable et de gravier a créé une série de lacs connus collectivement sous le nom de lacs Blashford. Ces lacs séparent maintenant l'église d'Ellingham du reste de l'ancienne paroisse autour de Rockford et Moyles Court. Alice Lisle a donné son nom à une auberge à Rockford.
Ellingham a été une paroisse civile jusqu'en 1974, date à laquelle la paroisse a été fusionnée avec les paroisses de Harbridge et Ibsley.

## Toponymie
Le nom d'Ellingham peut signifier domaine de Asthelingas.

## Histoire
Dans le Domesday Book de 1086, Cola le chasseur tient Ellingham du roi. En 1160, William de Solers avait le manoir et accorda l'église d'Ellingham ainsi que des terres d'Ellingham, à l'abbaye de Saint-Sauveur-le-Vicomte en Normandie.
William de Punchardon tenait le manoir sous le règne de  Richard I, et il la famille le garde, comme Faccombe avec les Punchardons, jusqu'en 1499.
Il passe ensuite à la famille Okeden qui le garde jusqu'au milieu du XVIIe siècle.

### La famille Lisle
William Beconshaw mourut propriétaire du manoir en 1634–1635. Son fils, Sir White Beconshaw, mourut en 1638 et le manoir passa à ses deux filles, Elizabeth épouse de  Thomas Tipping et Alice Lisle épouse de John Lisle.
En 1658, William Okeden ratifia le document final par lequel Ellingham passa aux Lisles.
John Lisle fut assassiné en exil à Suisse en 1664, pour son rôle dans l'exécution de  Charles I. Alice Lisle, qui vivait dans la maison élisabéthaine de Moyles Court, fut l'une des victimes du tristement célèbre juge Jeffreys.
Accusée d'avoir hébergé des fugitifs après la défaite de la Rébellion de Monmouth à la Bataille de Sedgemoor, elle fut exécutée en 1685.
Ellingham resta dans la famille Lisle jusqu'à la mort de Charles Lisle, mort célibataire en 1818. Son neveu Edward Hayles Taylor, qui prit le nom de Lisle en 1822, vendit le manoir peu après au Comte de Normanton dont le siège familial était (et se trouve toujours) à proximité, à Somerley.